# Nebovidy, Brno-venkov
Nebovidy là một làng thuộc huyện Brno-venkov, vùng Jihomoravský, Cộng hòa Séc.